# Elvaston, Illinois
Elvaston är en ort i Hancock County i delstaten Illinois, USA.